# Il segreto di Mora Tau
Il segreto di Mora Tau è un film del 1957 diretto da Edward Cahn.

## Trama
Una squadra di sommozzatori, guidati dal ricco magnate americano George Harrison, tenta di recuperare dei diamanti dal relitto di una nave affondata 60 anni prima al largo delle coste africane. Una volta giunti sul luogo, scoprono che la nave è maledetta e che i diamanti sono protetti dall'equipaggio della nave, ora divenuto un equipaggio di zombie.

## Distribuzione
Il film venne distribuito dalla Columbia Pictures in doppia programmazione con il film Prigionieri dell'eternità (1957).

## Accoglienza

### Critica
David Maine di PopMatters ha valutato il film con 6 stelle su 10 e lo ha descritto come "piuttosto divertente nel complesso e ravvivato incommensurabilmente dall'esuberante nonna della signora Eaton". TV Guide lo ha valutato con 2 stelle su 5 e lo ha definito "di qualità horror standard per un film di grado B". Scrivendo su The Zombie Movie Encyclopedia, il critico accademico Peter Dendle ha dichiarato: "Questo film imbarazzante e senza talento è comunque sorprendentemente preveggente nella storia del cinema degli zombi, anticipando una serie di motivi che sarebbero riapparsi nei decenni successivi". L'autore di Zombiemania: 80 Movies to Die For, Arnold T. Blumberg, ha scritto che il film è "un divertente film di creature notturne, ma è incline a passaggi noiosi ed ha una qualità di produzione a basso costo che non gli permette mai di uscire dallo stampo cinematografico di serie B", aggiungendo che il film è "salvato quasi solo dallo stile Maria Ouspenskaya/Celia Lovsky dell'attrice Marjorie Eaton, che conferisce al film una convinzione impressionante ed un approccio ironico ai suoi dialoghi già taglienti".